# I'm yours!
『I'm yours!』（アイム・ユアーズ）は、坂本美雨の7枚目のオリジナル・アルバム。

## 概要
- 「PHANTOM girl」「HATSUKOI」に引き続きThe Shanghai Restoration Projectをプロデューサーに迎えた。
- 「好きな人に好きって伝えたい」というテーマで制作された[1]。本人曰く「ラブバム」[2]。
- 初回限定盤には、ミュージックビデオとメイキング映像が収録されたDVDが付属される。
- iTunes Storeではエレクトロニックアルバムチャート1位、総合アルバムチャート7位にランクイン[3]。

## 収録曲

### CD
1. Eyes（Opening）
2. あなたと私の間にあるもの全て愛と呼ぶ
  - 同年7月4日よりiTunes Storeにて先行配信されている[4]。
3. 甘い匂い
4. Go
5. ラブトラベル
  - 奥長良川名水「水素水36」CMソング
6. With you, the world is beautiful
7. More Speed, More Light.
8. I'm yours
  - KREVAと共演したアルバムリード曲。
9. ダンスダンスダンス
10. 雨とやさしい矢
  - □□□の三浦康嗣による楽曲。

### DVD
1. I'm yours（PV）
2. アルバムダイジェスト